# هایک بژشکیان
هایک بژشکیان (ارمنی: Հայկ Բժշկյան؛ ۶ فوریهٔ ۱۸۸۷ – ۱۱ دسامبر ۱۹۳۷) یک فرمانده نظامی شوروی در دوران جنگ داخلی روسیه و جنگ لهستان و شوروی بود.

## جوایز
وی برنده جوایزی همچون درجه پرچم سرخ شده است.

## نگارخانه

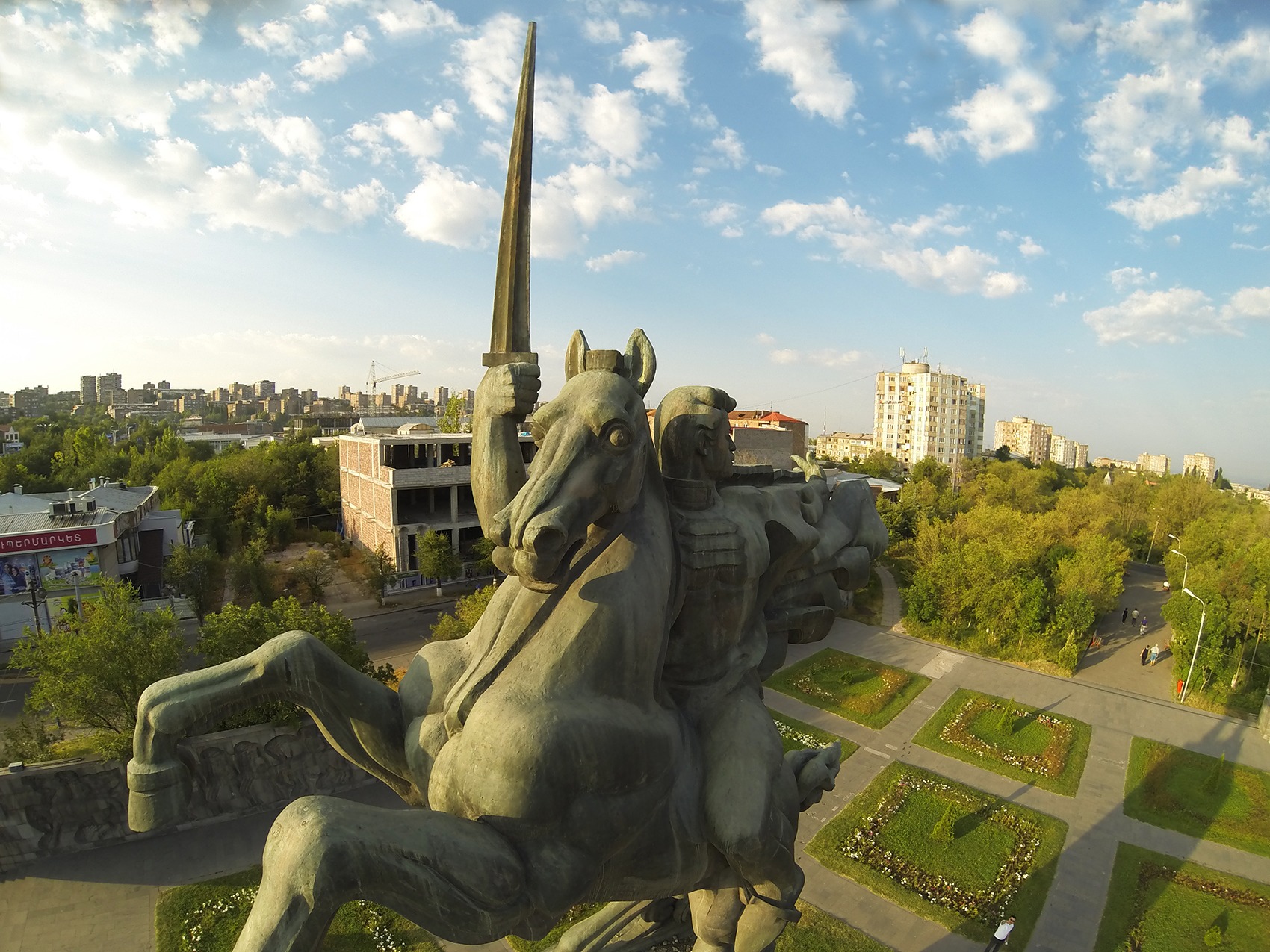
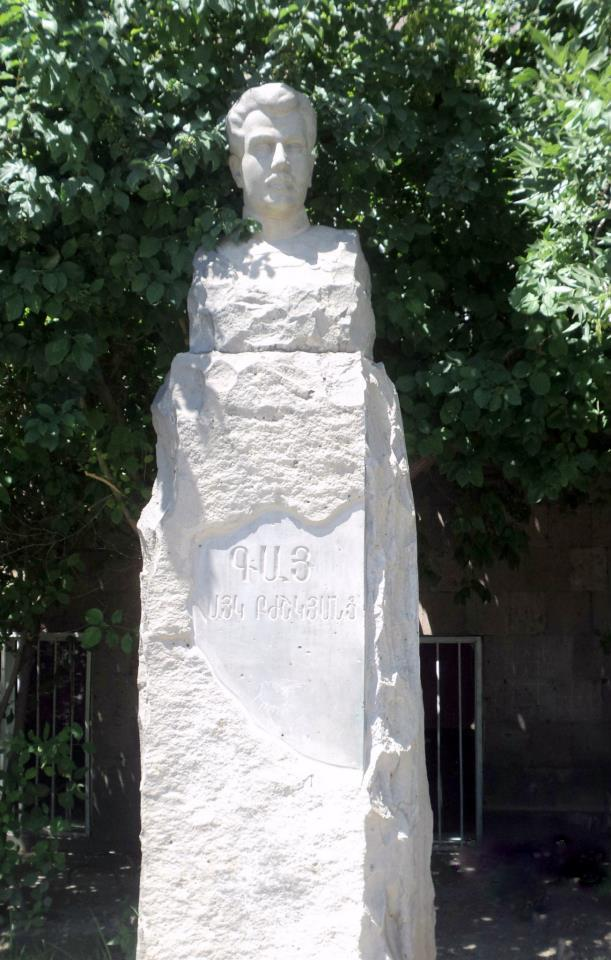
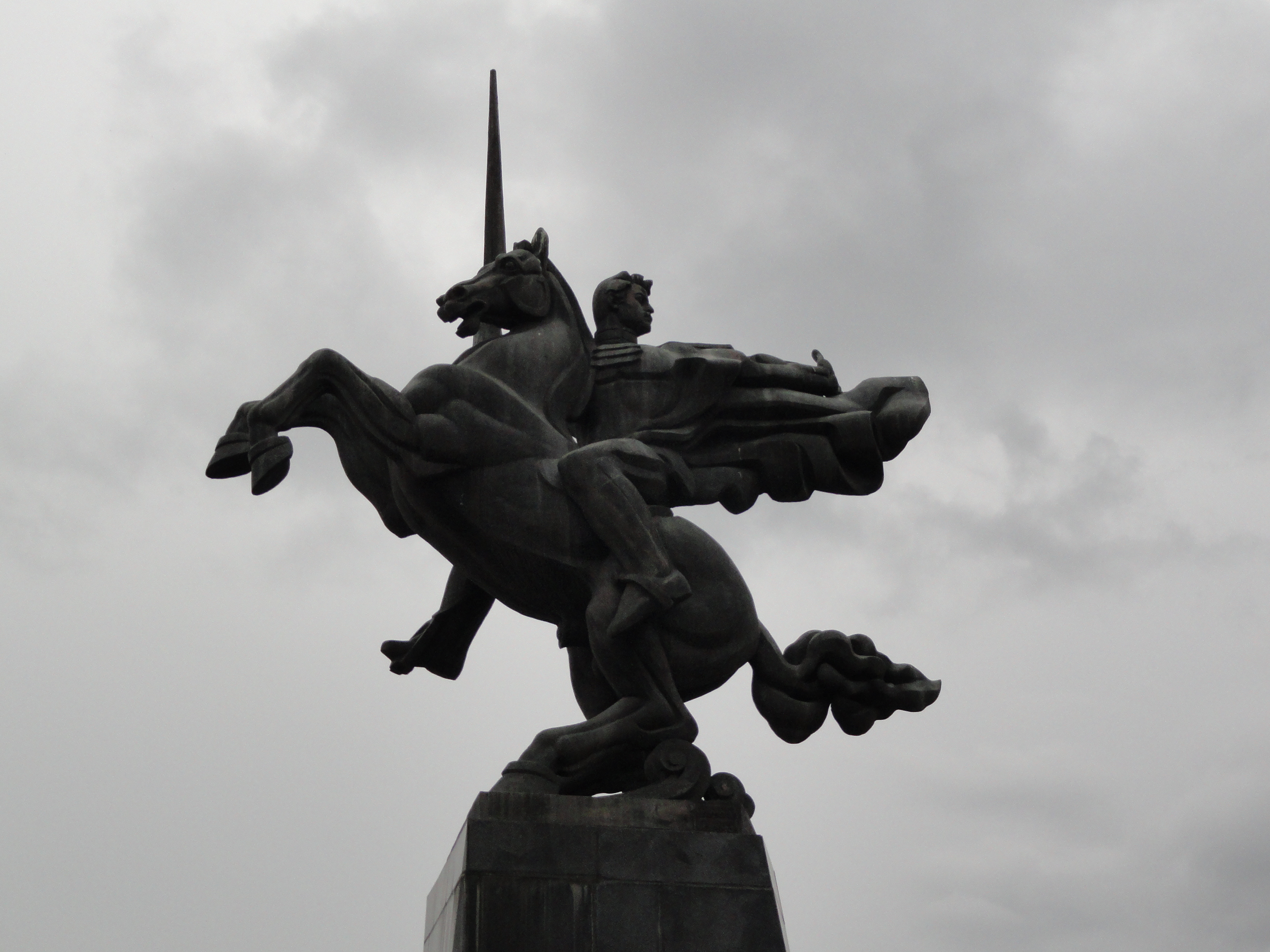